# Палладий (епископ Ирландии)
Палладий († ок. 450 года) — римский епископ, апостол Шотландии. День памяти — 6 июля.

## Биография и миссия
Святой Палладий (Palladius) был римлянином, и имеется мнение, что он был диаконом римской Церкви. По крайней мере, святой Проспер Аквитанский в своей летописи, сообщает о том, что когда Агрикола, известный пелагианец, нанёс ущерб церквям Британии, занеся туда ересь, папа Римский Целестин по просьбе диакона Палладия в 429 году отправил туда святого Германа, епископа Осерского, дабы вернуть британцев в истинную веру. В 431 году папа Целестин направил Палладия, первого епископа, в Шотландию для утверждения веры во Христа.
Ирландский писатель в Житии святого Патрика говорит, что святой Палладий проповедовал в Ирландии незадолго до Святого Патрика, но вскоре был изгнан из страны королём Лейнстера и вернулся в Северную Англию, где создал свою первую миссию.
После того, как св. Палладий покинул Ирландию, он оказался среди шотландцев в Северной Англии согласно св. Просперу Аквитанскому в консульство Басса и Антиоха, в год 431 от Рождества Христова. Он проповедовал там с большим рвением, и создал значительную Церковь, возведя в сан многих достойных последователей (например, Святого Тернана, которого он послал проповедовать пиктам, Сервана).
Шотландские историки сообщают, что вера была насаждена в Северной Англии около 200 года, во времена короля Дональда, когда Виктор был Папой Римским. Все они признают, что Палладий был первым епископом в этой стране и считают его тамошним первым апостолом.

### Смерть
Святой умер в местечке Фордун, в пятнадцати милях от Абердина, примерно в 450 году.